# Ae Koichi
Koichi Ae (sinh ngày 15 tháng 4 năm 1976) là một cầu thủ bóng đá người Nhật Bản.

## Sự nghiệp câu lạc bộ
Koichi Ae đã từng chơi cho Gamba Osaka, Avispa Fukuoka, Kashima Antlers và Montedio Yamagata.